# Rinteln
Rinteln is een plaats in de Duitse deelstaat Nedersaksen. Het is een selbständige Gemeinde binnen het Landkreis Schaumburg. De stad telt 25.487 inwoners. Naburige steden zijn onder andere Bückeburg en Obernkirchen.
Rinteln ligt aan de rivier de Wezer, aan de voet van het Wezergebergte.

## Naburige plaatsen
- In het noorden:
  - Diverse dorpen die behoren tot de Samtgemeinde Eilsen
  - Ten oosten daarvan diverse dorpen die behoren tot de gemeente  Auetal
- In het oosten:
  - Hessisch Oldendorf, en ten zuiden daarvan:
  - Aerzen
- In het zuiden: Extertal
- In het zuidwesten: Kalletal
- In het westen: de gemeente Porta Westfalica.

## Stadsdelen
De indeling van Rinteln is tamelijk gecompliceerd.
In de eerste plaats zijn er 19 Ortsteile, stadsdelen, te weten:
- Rinteln in engere zin (Kernstadt)
- Ahe, incl.:
  - Großer en Kleiner Neelhof
- Deckbergen
- Engern
- Exten incl.:
  - Kehl
- Friedrichswald
- Goldbeck incl.: 
  - Klein Goldbeck
  - Neu Goldbeck
- Hohenrode
- Kohlenstädt
- Krankenhagen incl.: 
  - Friedrichshöhe
  - Nottberg
  - Strüvensiek
- Möllenbeck incl.: 
  - Ellerburg
  - Hessendorf
- Schaumburg incl.:  
  - Domein Koverden
  - Ostendorf
  - Paschenburg
  - Rosenthal
- Steinbergen incl.: 
  - Kasteel Arensburg
- Strücken incl.: 
  - Saarbeck
- Uchtdorf incl.: 
  - Boswachtershuis Taubenberg
- Todenmann incl.: 
  - Landgoed Dankersen
- Volksen incl.:
  - Weseberg
- Wennenkamp incl.: 
  - Passenstein
- Westendorf incl.:
  - Landgoed Echtringhausen
  - Westendorfer Landwehr

Bestuurlijk is de stad in 10 stadsdelen ingedeeld, met ieder een stadsdeelraad:
- Ahe-Engern-Kohlenstädt
- Deckbergen-Schaumburg-Westendorf
- Exten
- Hohenrode-Strücken
- Krankenhagen-Volksen
- Möllenbeck
- Rinteln
- Steinbergen
- Taubenberg (Friedrichswald, Goldbeck, Uchtdorf en Wennenkamp)
- Todenmann.

## Infrastructuur
Bij het ten noorden van Rinteln gelegen Bad Eilsen ligt afrit 35 van de Autobahn A2, de dichtstbij gelegen aansluiting op het autosnelwegnet. Door de gemeente lopen nog twee hoofdwegen, de Bundesstraße 83 en de Bundesstraße 238.
In Station Rinteln stoppen treinen van de lijn Elze- Löhne v.v..
De stad ligt aan de rivier de Wezer, die hier echter sedert circa 1980 niet meer voor de binnenscheepvaart wordt gebruikt. Wel varen op de rivier nog rondvaart- en plezierboten.

## Geschiedenis

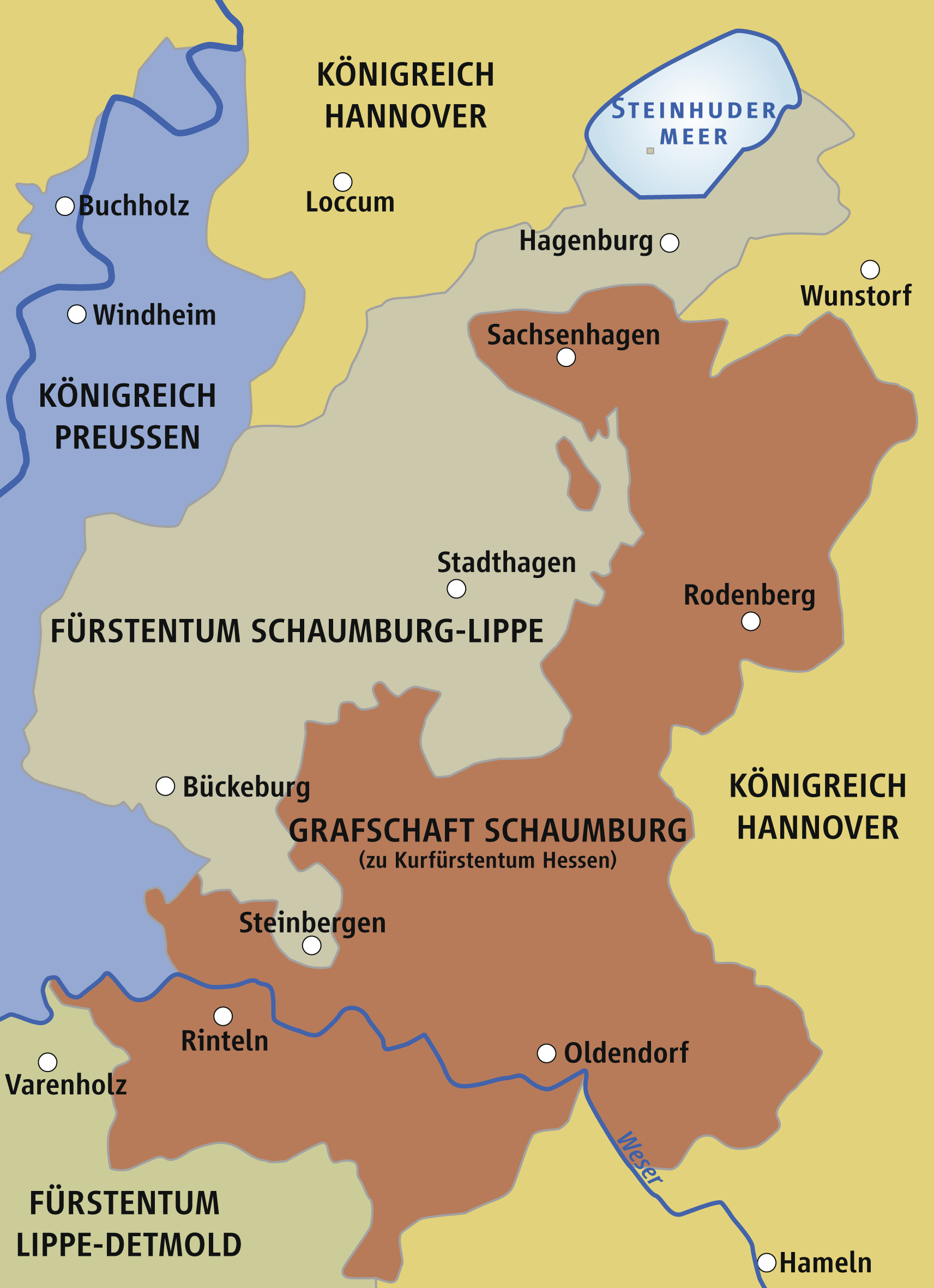
Kaart der graafschappen Schaumburg en Schaumburg-Lippe (1866)

Kasteel Schaumburg (oudere naam: Schauenburg) is het stamslot van de heren van het Graafschap Schaumburg, waar Rinteln lange tijd deel van uitmaakte.
In de 9e eeuw bestond reeds een klooster nabij het huidige Rinteln. In 1230 stichtte graaf Adolf IV van Schauenburg en Holstein de stad Neu-Rinteln, nabij een ouder dorp van die naam, en hij verleende Rinteln in 1239 stadsrechten. In de 14e eeuw trokken veel boeren uit de omgeving naar de stad en gingen als zgn. Ackerbürger binnen de muren wonen. Vanuit Rinteln gingen zij dan dagelijks de stad uit om hun akkers daarbuiten te bewerken. In de 15e eeuw had Rinteln een uitgebreid verdedigingssysteem, met een stadsmuur om de stad heen, en een landweer met schansen een eind buiten de stad.
Tot en met de 16e eeuw (waarin de Reformatie tot gevolg had, dat de meeste burgers evangelisch-luthers werden) was het aan de Wezer gelegen Rinteln een belangrijke handelsstad en een schakel in de verbinding over water vanuit Midden- en Zuid-Duitsland met Bremen en andere Hanzesteden. Rinteln zelf heeft nooit tot de Hanze behoord.
Van 1619 tot 1810 bezat Rinteln een universiteit, die vooral bekend was om haar rechtenfaculteit. Tot plm. 1680 studeerden hier veel juristen af, die de heksenprocessen verdedigden. Rinteln was vanaf de Dertigjarige Oorlog (1618-1648), die de stad (afgezien van een pestepidemie in 1623) relatief weinig schade en rampspoed berokkende, tot circa 1654 berucht vanwege de heksenvervolgingen. Rond 80 vrouwen zijn in en rondom de stad hierdoor een gruwelijke dood gestorven.
Van 1665 tot 1680 lieten de heren van het Graafschap Schaumburg, dat onder Hessen-Kassel ressorteerde, Rinteln tot een vestingstad uitbouwen.
De Napoleontische tijd bezorgde Rinteln twee grote veranderingen: in 1806 werden de vestingwerken geslecht en in 1810 de universiteit gesloten.
In 1875 begon, met de aansluiting op het spoorwegnet, voor Rinteln een periode van industrialisering en economisch herstel.
In de Hitler-tijd ontkwamen ook in Rinteln veel van de joden helaas niet aan de jodenvervolging en de dood in de vernietigingskampen. Duitsers, die het niet eens waren met Adolf Hitlers politiek, belandden soms in werkkampen, zoals Moringen. De Wehrmacht richtte tijdens de Tweede Wereldoorlog in de stad een groot lazaret (hospitaal) in.  Aan het eind van de Tweede Wereldoorlog, begin april 1945, wist de rector van het plaatselijke gymnasium zijn landgenoten, onder wie veel soldaten, die tot het einde hadden willen doorvechten, te overreden, zich aan de naderende Amerikaanse troepen over te geven. Dezen hadden een ultimatum gesteld, en gedreigd, Rinteln te vernietigen.
Na de capitulatie werden nog tientallen jaren lang Britse troepen in Rinteln gestationeerd, o.a. in een groot militair hospitaal.  Ook Rinteln kende kort na de oorlog een tijdelijke sterke bevolkingsgroei door de immigratie van uit o.a. Silezië en Pommeren gedeporteerde Duitsers (Heimatvertriebene).  Rond 1980 vond een sanering van de binnenstad en de aanleg van een rondweg om de stad heen plaats. Tot dan toe had het doorgaande verkeer zich dwars door de straatjes van het oude centrum moeten persen. Er kwam, tot vreugde van de detailhandel en de toeristische sector, een voetgangerszone in het centrum.

## Economie

### Industrie, mijnbouw e.d.
Te Rinteln zijn de belangrijkste bedrijven:
- De in 1934 opgerichte RiHa-fabriek, die limonades, vruchtensappen, ijsthee, mineraalwater enz. produceert
- De in 1931 opgerichte Stüken-fabriek, die metaalwaren produceert, die te maken hebben met, of gemaakt worden door middel van,  de metaalbewerking dieptrekken
- Talrijke ondernemingen, die in de omgeving van Rinteln gesteente delven of in het verleden hebben gedolven, in steengroeven, of zand en grind delven of opbaggeren. Op locaties van gesloten zand- en grindgroeven ontstonden soms meren, die als recreatieplas in gebruik zijn genomen, of nieuwe natuurgebieden met een wetlandkarakter.
- Diverse kleine en middelgrote ambachtelijke en industriële bedrijven, waaronder een glasfabriek van bovenregionaal belang

### Dienstensector
- Gezien de talrijke bezienswaardigheden en de fraaie omgeving is het toerisme van groot belang voor de economie van de stad.
- De stad heeft een Amtsgericht
- In Rinteln is een instituut van de deelstaat Nedersaksen gevestigd (Steuerakademie), waar belastingambtenaren worden opgeleid.

## Bezienswaardigheden, natuurschoon,  toeristische attracties
- De gehele binnenstad van Rinteln is schilderachtig. Er staan diverse oude huizen, waarvan vele in vakwerkbouw.
- Stads- en universiteitsmuseum Eulenberg, een streekmuseum met een naar verhouding veelzijdige collectie en een aparte afdeling over de voormalige universiteit
- Kasteel Schaumburg nabij het gelijknamige stadsdeel van Rinteln, op de 12 km ten oosten van het centrum gelegen heuvel Nesselberg; nog bewoond door de grafelijke familie Zu Schaumburg-Lippe (anno maart 2022, na verkoop van het domein aan een echtpaar, waarvan de vrouw tot de vorstelijke familie Zu Sayn-Wittgenstein-Berleburg behoort) niet te bezichtigen wegens renovatie, de horecagelegenheden in het kasteel zijn, evenals het kasteel zelf, vermoedelijk tot plm. 2026 gesloten voor het publiek.
- Het natuurschoon in de omgeving, zie: Wezergebergte:
  - Aan de noordzijde van Rinteln loopt de Europese wandelroute E11. De E11 loopt van Den Haag naar het oosten, uiteindelijk eindigend in Tallinn. Ter plaatse is de route ook bekend als Wesergebirgsweg.
  - In het Wezergebergte zijn ook talrijke mogelijkheden voor fiets- en mountainbiketochten.
- De Sint-Nicolaaskerk
- Recreatieplas Doktorsee, 2 km ten westen van de binnenstad
- Ritten met historische stoomtreinen e.d. op de museumspoorlijn van Station Rinteln naar Stadthagen
- Excursies per rondvaartboot op de Wezer
- Rondom het uitzichtpunt Jahrtausendblick bestond tot 2019 een pretpark Erlebniswelt. Gepland wordt, omstreeks 2022 hier een nieuw attractiepark of gelegenheid voor uiteenlopende openlucht-manifestaties te stichten. Het uitzichtpunt zelf blijft toegankelijk.
- Stadsdeel Exten: De historische smidse Oberer Eisenhammer is een gerestaureerd 18e-eeuws industrieel erfgoed; af en toe is bezichtiging mogelijk.

## Afbeeldingen

### Kasteel Schaumburg

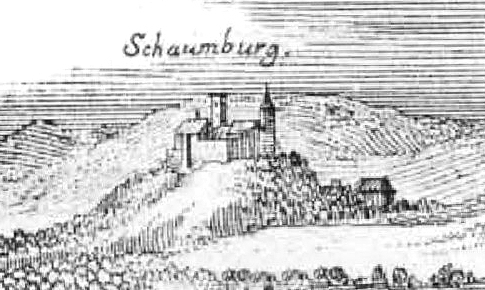
Merian-ets, 1654
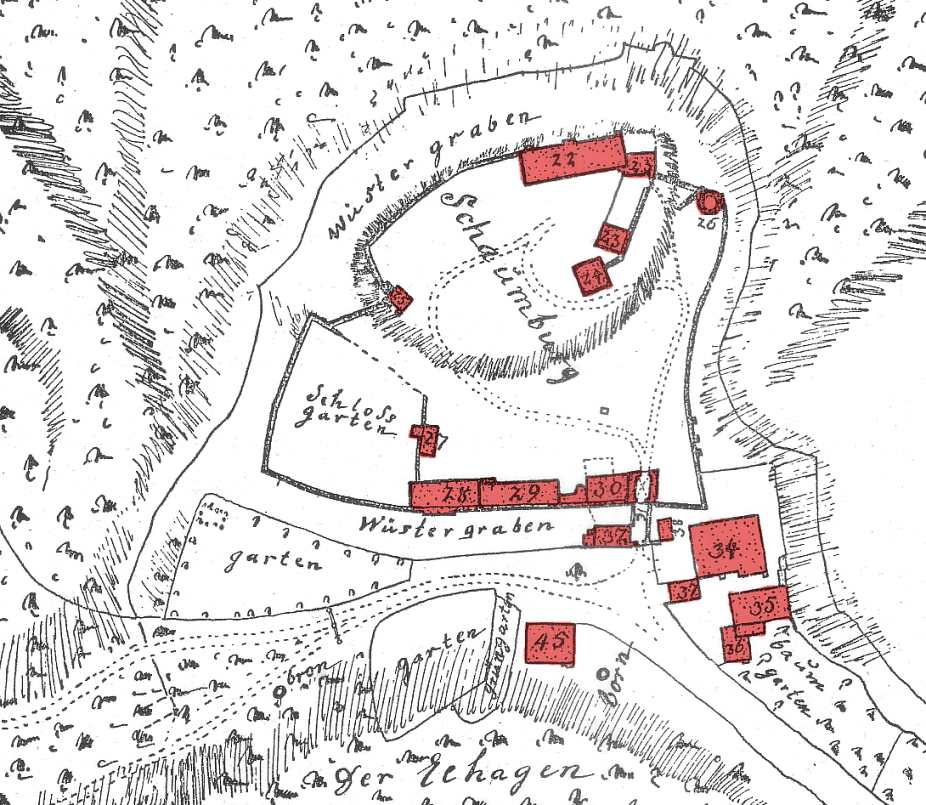
Kaart uit 1736 van het kasteelterrein
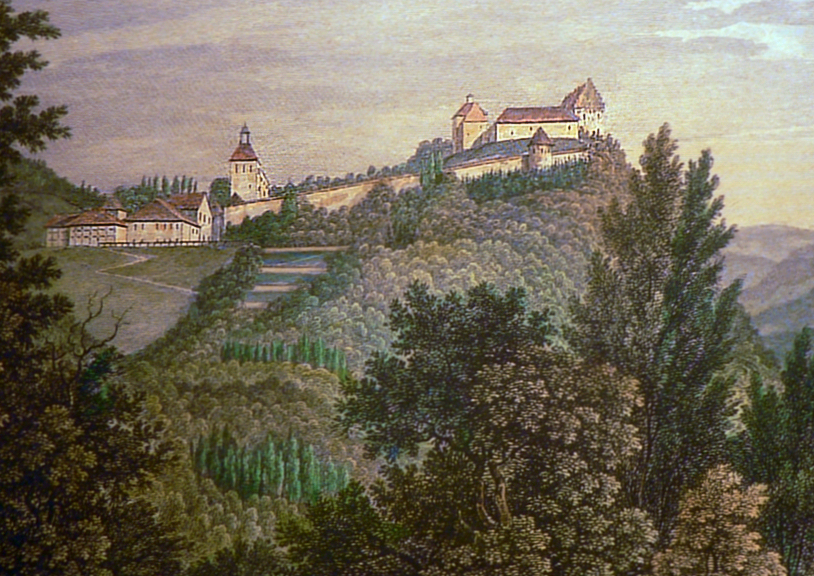
Afbeelding uit 1800, toen de ringmuur om het kasteel er nog stond
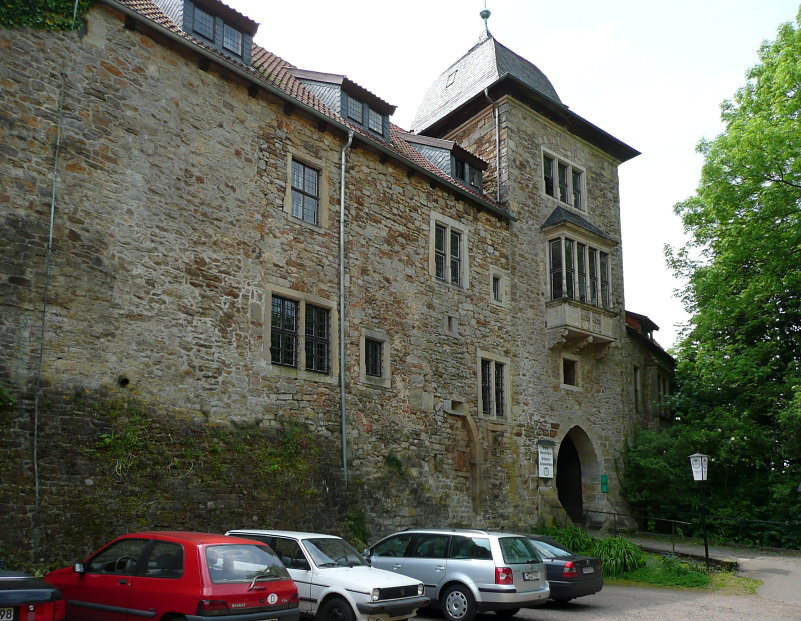
Poorthuis, toren, ophaalbrug
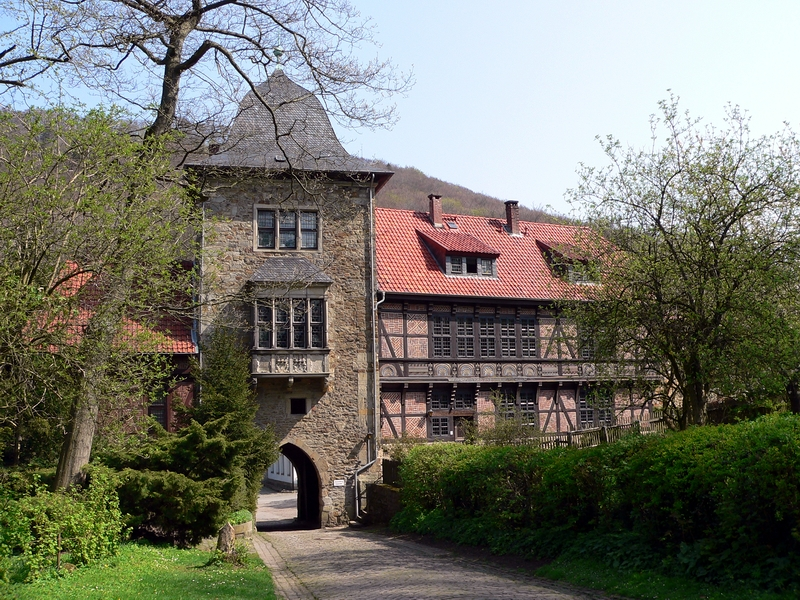
Idem, vanaf de binnenplaats gefotografeerd
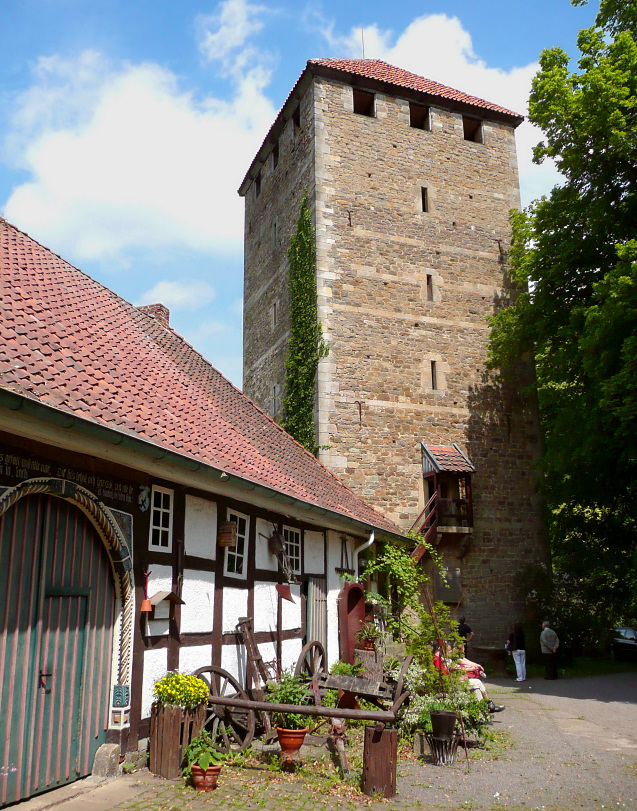
De bergfried op de binnenplaats
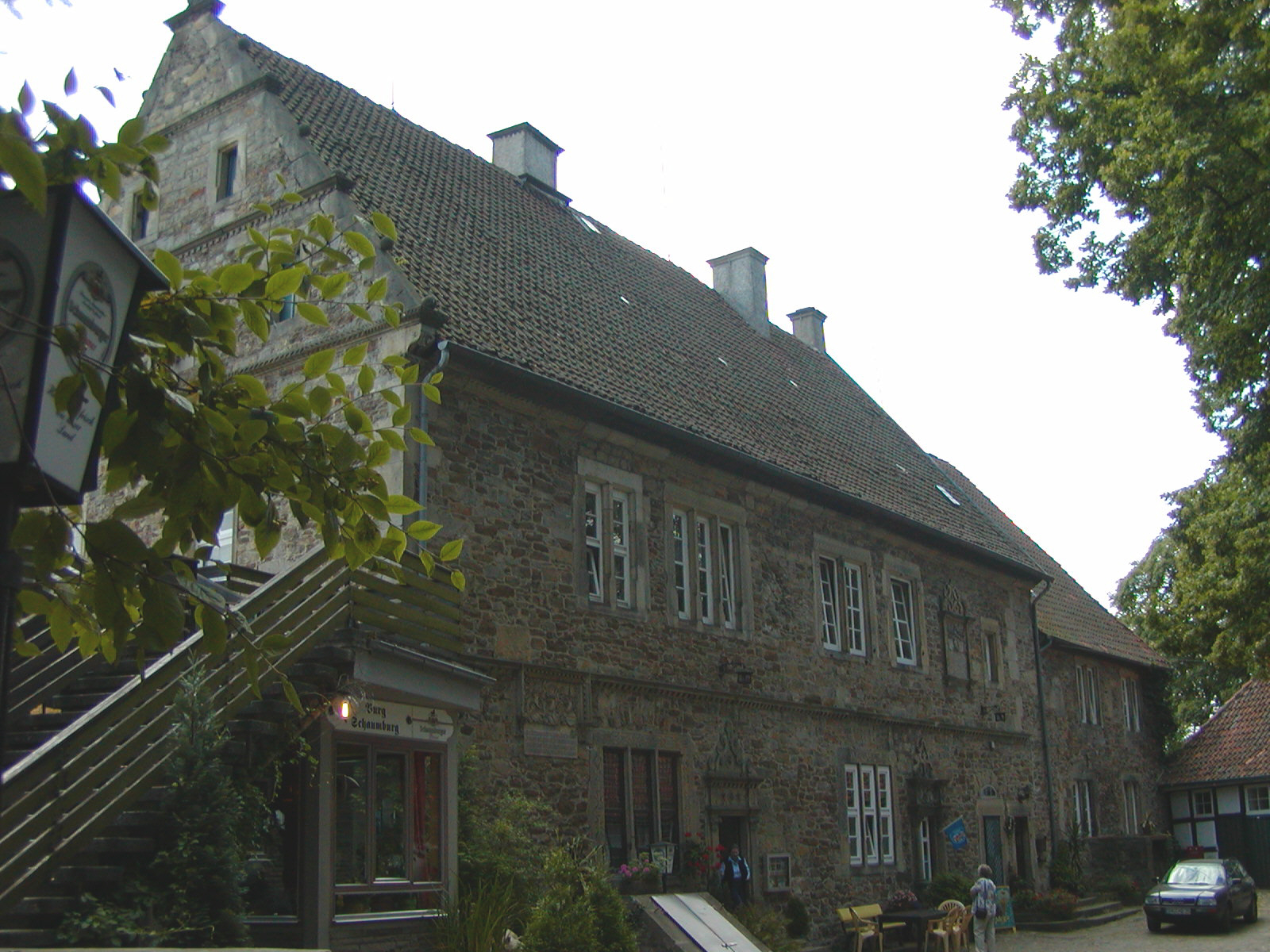
Herenhuis op de binnenplaats
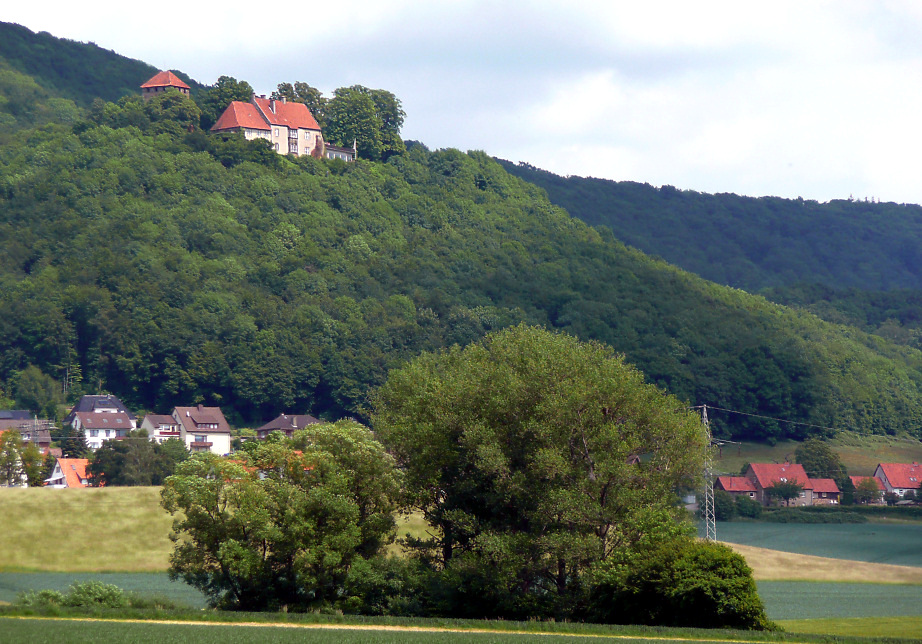
Kasteel Schaumburg bij het gelijknamige stadsdeel van Rinteln

### Overige

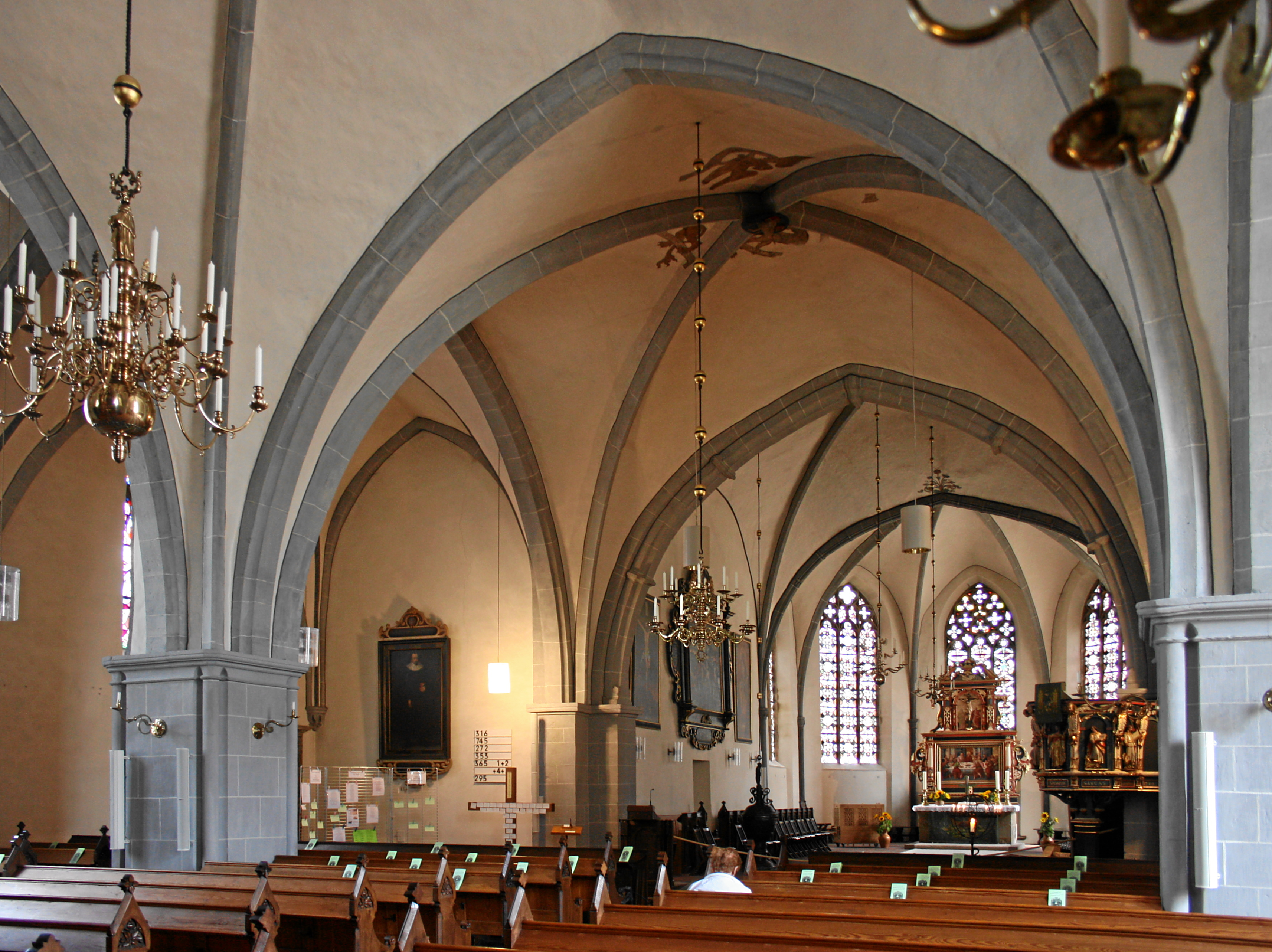
Interieur St. Nicolaaskerk, Rinteln
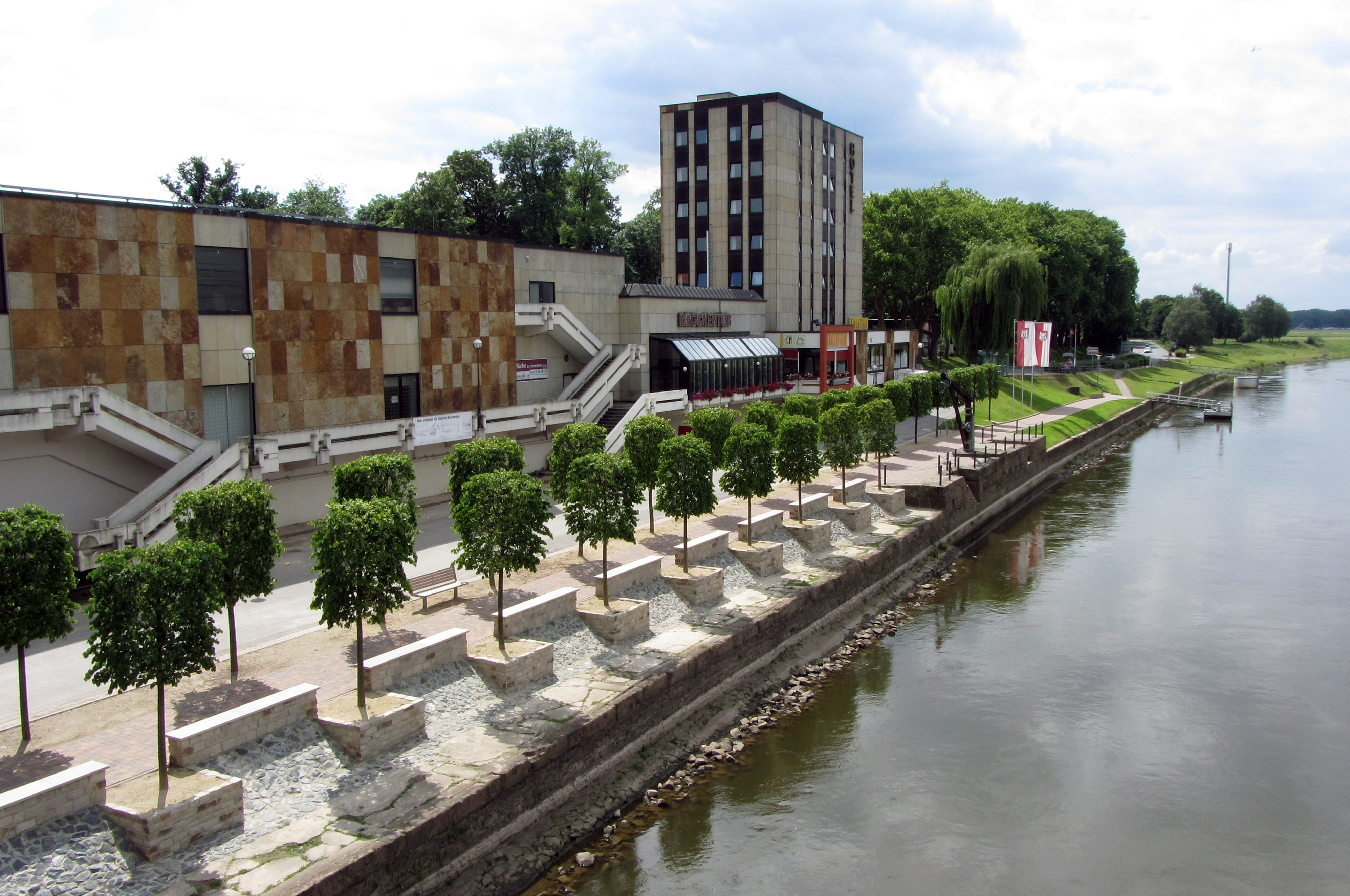
Nieuwe Wezerpromenade
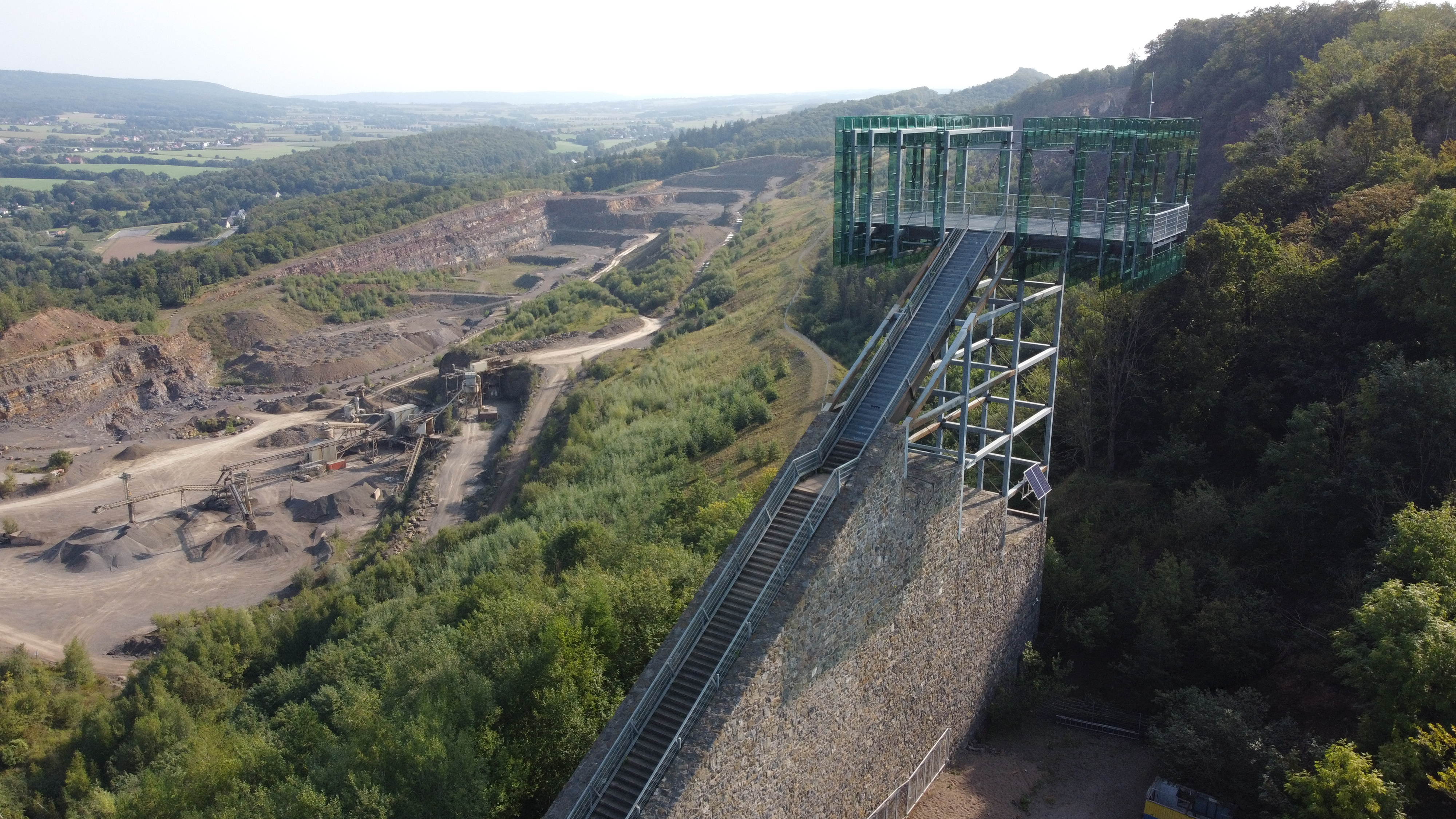
Uitzichtpunt Jahrtausendblick
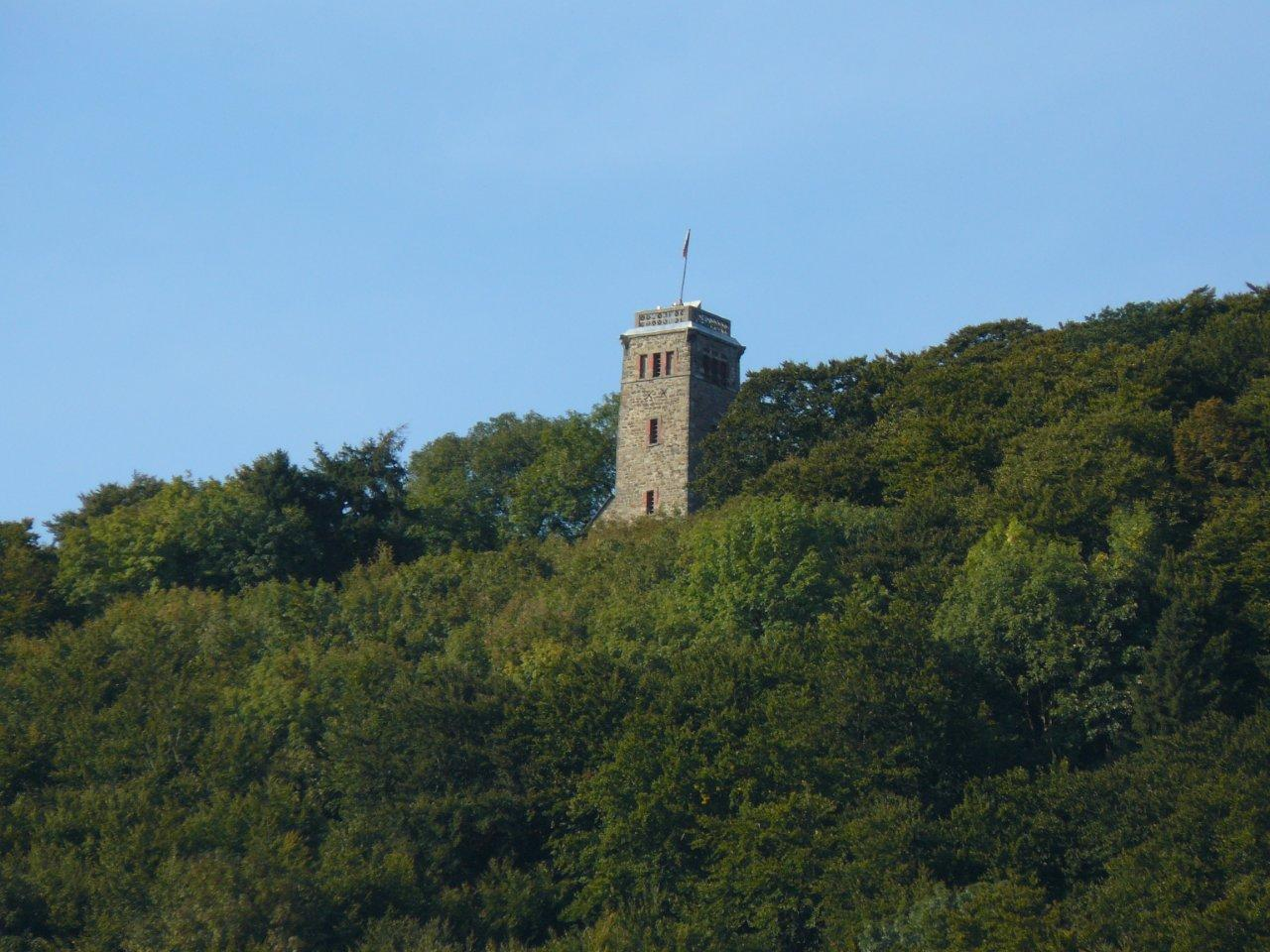
Uitzichttoren Klippenturm op de 300 m hoge Luhdener Berg
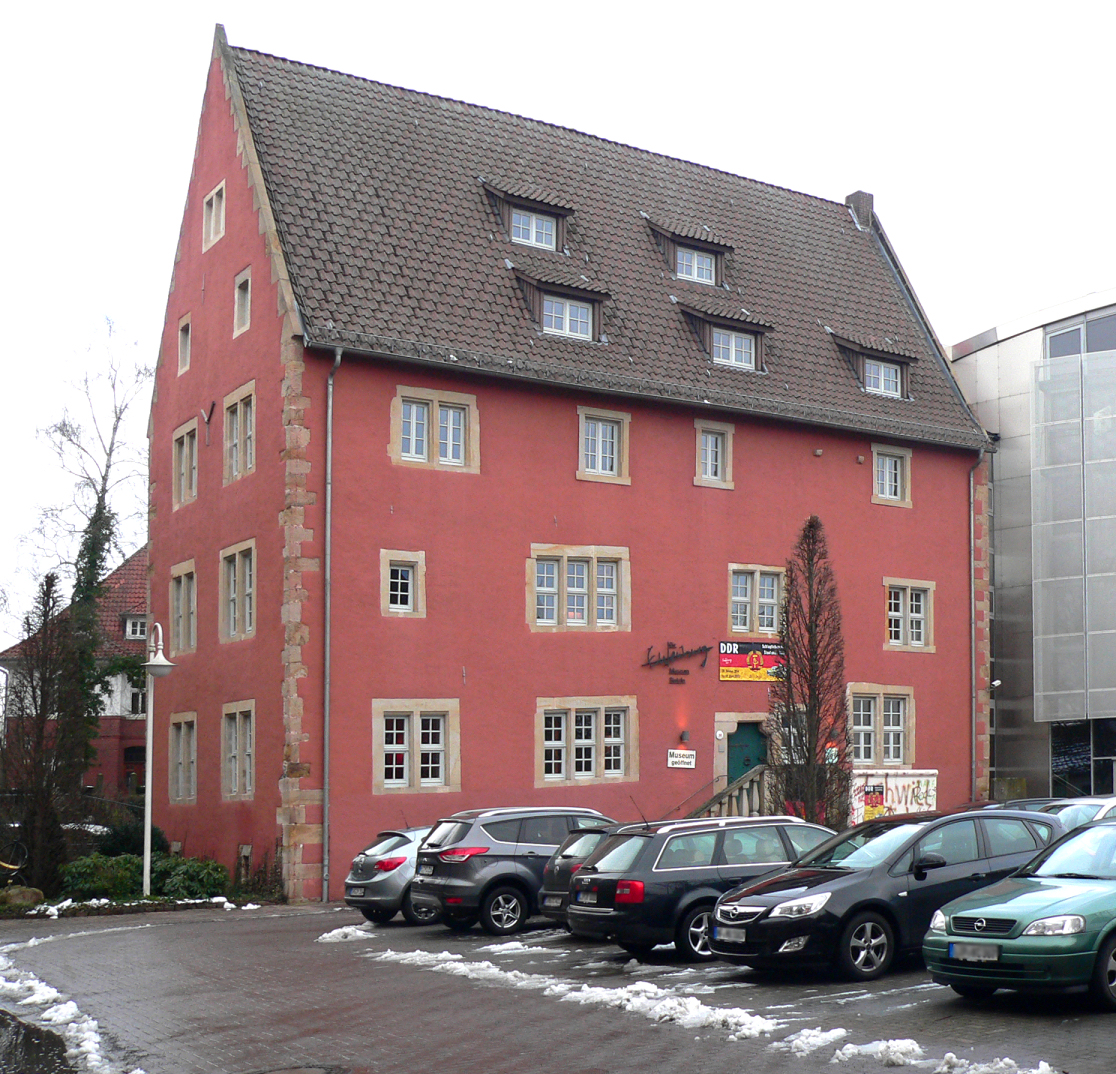
Huize Eulenburg (1591, zetel van het museum van Rinteln)
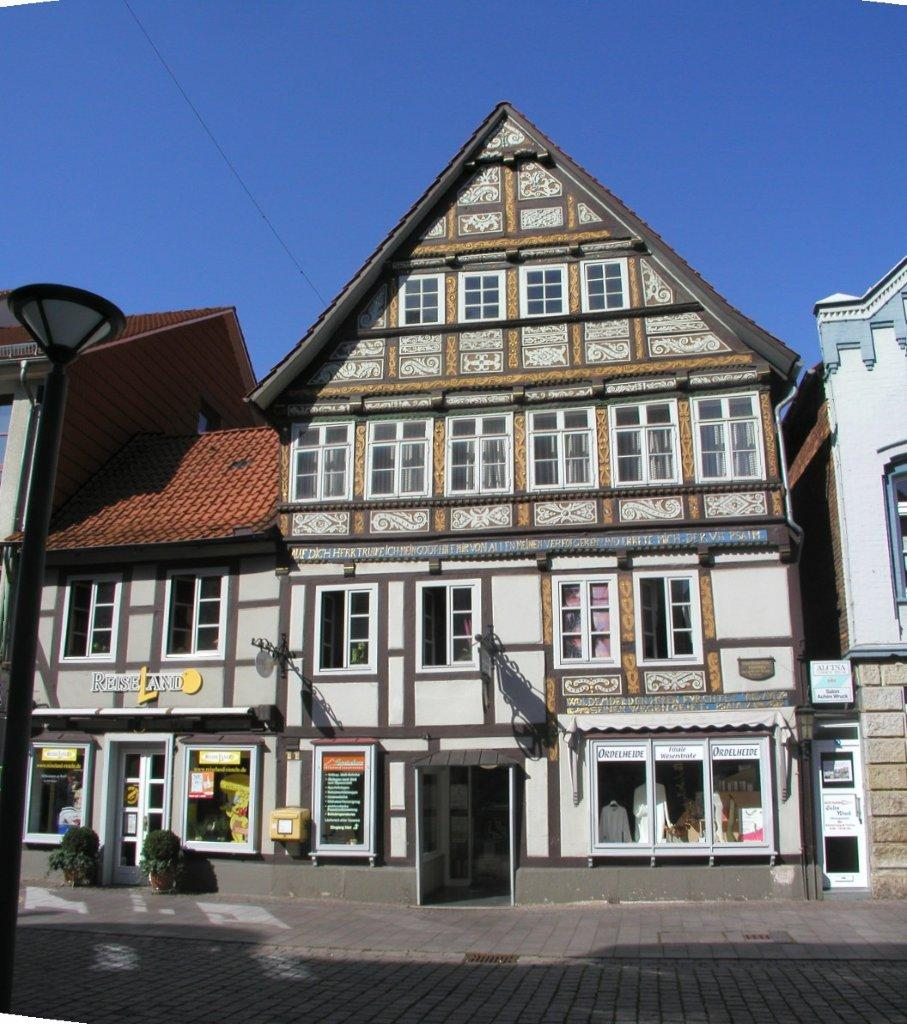
Eén van de voormalige universiteitsgebouwen (1623), thans horecabedrijf
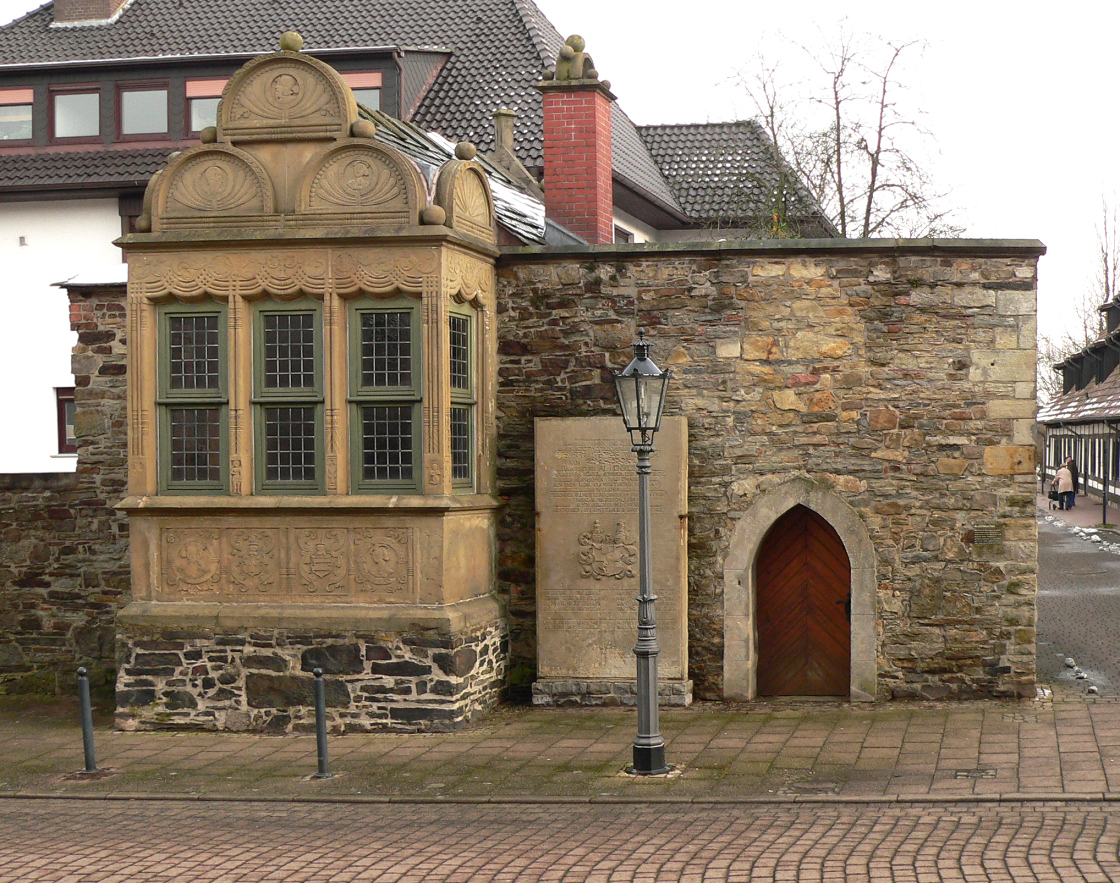
Archiefhuisje (1565) bij het landhuis van de baronnen Münchhausen (16e eeuw)
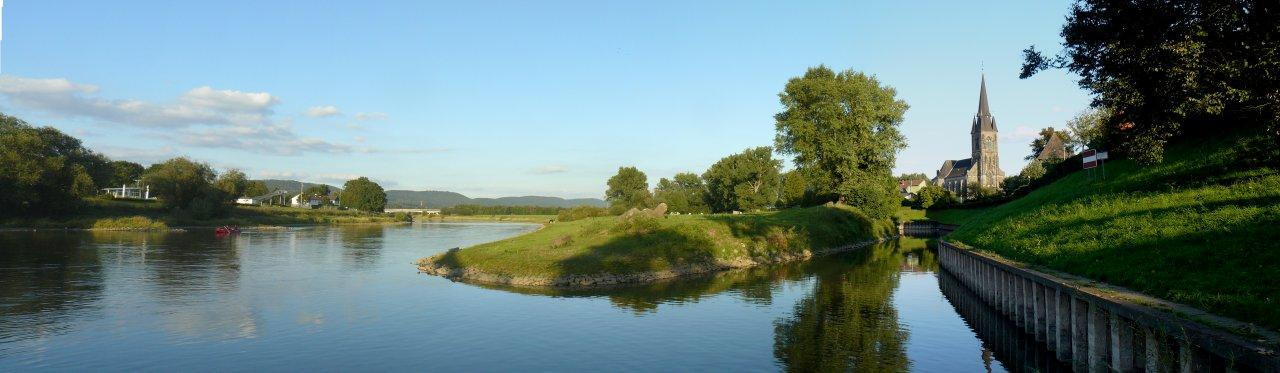
De Wezer met de Oude Haven en de R.K. St.-Sturmiuskerk
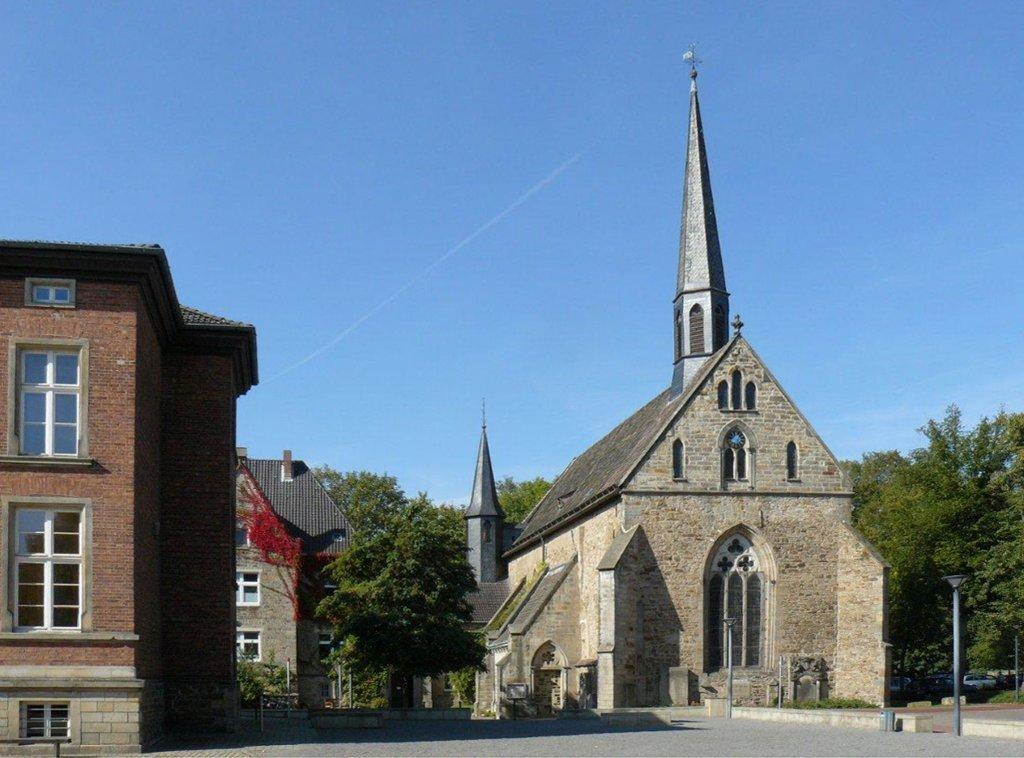
Evang.-geref. Jacobuskerk (1238, voormalige kloosterkerk)
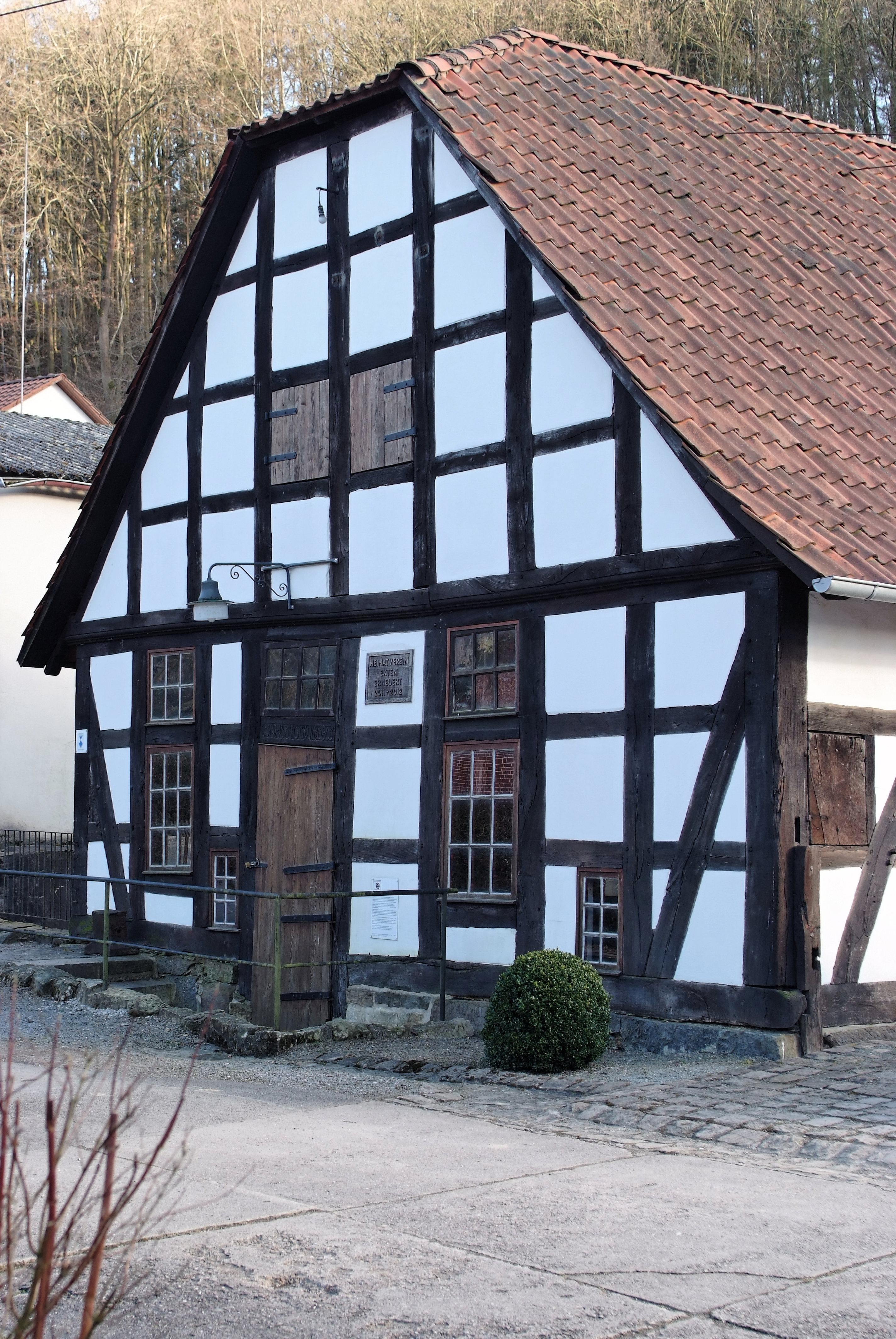
Exten, historische smidse Oberer Eisenhammer

## Belangrijke personen  in relatie tot de gemeente

### Geboren
- Eduard Selberg (* 22 februari 1811 te Rinteln; † 11 oktober 1878 ibidem), arts en geograaf, bereisde Java van 1840-1846; een publicatie daarover is ook in het Nederlands vertaald (door Willem Louis de Sturler).
- Friedrich Kohlrausch (Rinteln, 14 oktober 1840 – Marburg, 17 januari 1910), Duits natuurkundige
- Cajus Julius Caesar (*1951) Duits politicus (CDU), lange tijd lid van de Bondsdag, beleidsspecialisme: bosbouw; zijn zoon en kleinzoon heten beiden ook Cajus Julius Caesar
- Paul McGuinness (* 16 juni 1951), Iers impresario en muziekmanager
- Trevor Rees-Jones (* 3 maart 1968), lijfwacht, die op 31 augustus 1997 het dodelijke ongeluk van de Britse Prinses Diana meemaakte en daarbij zwaar gewond raakte
- Graham Coxon (* 12 maart 1969) werd hier geboren. Hij is de medeoprichter van de britpopband Blur.

### Overleden
- Reinhold Tüxen (Ulsnis, 21 mei 1899 - Rinteln, 16 mei 1980), botanicus ; ereburger van Rinteln

### Overigen
- Johanna Elberskirchen (* 11 april 1864 in Bonn; † 17 mei 1943 in Rüdersdorf bij Berlijn), een belangrijke feministische schrijfster en vrouwenrechten-activiste. Zij was lesbisch en schreef ook publicaties ter bevordering van de emancipatie van LHBTI- mensen in Duitsland, en geldt als pionier op dit gebied.  Zij woonde en werkte van 1884-1891 te Rinteln.

## Partnergemeenten
Er bestaan jumelages met: 
- Kendal; Verenigd Koninkrijk, sedert 1992
- Sławno (tot 1945: Schlawe in Pommeren); Polen sedert 1992
- Tongnan, een stadswijk van Chongqing, China, sedert 2019